# 徳雲院 (台東区)
徳雲院（とくうんいん）は、東京都台東区にある臨済宗大徳寺派の寺院。

## 歴史
1608年（慶長13年）、徳雲院殿庭柏宗意大姉の開基である。徳雲院殿庭柏宗意大姉は毛利元就の側室であり、その菩提を弔うため毛利家によって創建された。当時神田にあった広徳寺（現在は練馬区に移転）の塔頭として建てられている。「徳雲院」は開基の戒名に由来する。
1635年（寛永12年）、本寺の広徳寺とともに、現在地に移転した。明治になるまで、毛利家は当寺に毎年三人扶持を寄進していた。

## 交通アクセス
- 銀座線稲荷町駅より徒歩約3分（経路案内）。
- 上野駅より徒歩4分（経路案内）。